# Aminoss
Aminoss est un guitariste, compositeur et arrangeur algérien de musiques actuelles.

## Biographie
Natif d’Alger, Aminoss commence à jouer de la guitare à l'âge de 14 ans, influencé par Stevie Wonder, George Benson, Lee Ritenour ainsi que Pat Metheny. Très tôt, il s’intéresse à l’harmonie et l’arrangement. Sa curiosité et sa minutie le poussent à approfondir son savoir et à élargir ses compétences. C’est ainsi qu’il entamera une carrière de compositeur et réalisera une multitude de travaux musicaux, notamment dans la pub, pour des séries TV et des musiques de film.
Ces dernières années, il multiplie les collaborations dans divers projets, où il arrange et compose dans des styles très variés : flamenco, world music, salsa, rap, hip-hop, funk, R&B, gnawi, oriental…
Aminoss est un musicien qui affectionne particulièrement la scène, il accompagnera pléiade d'artistes algériens, en tant que guitariste, bassiste ou claviériste. Cette expérience lui permettra d’enrichir sa culture et augmentera sa connaissance du patrimoine musical maghrébin.
En 2008, Aminoss s’est consacré à l’enregistrement de son premier opus en collaboration avec M.Mazouni aux saxophones alto et soprano, album qui se veut varié et dans l’air du temps d'inspiration smooth jazz. Composé de douze titres, cet album invite à un voyage agréable, reposant, subtil et envoûtant. On y retrouvera une magnifique reprise du défunt chanteur de raï, Cheb Hasni. On y découvre El Bhidja, Binat’houm, ouine, harda… des titres aux couleurs algéroises et africaines à l’inspiration universelle.

## A joué avec
Cheb Yazid (maintenant Amou Yazid) le chanteur de la femme par excellence,Cheb Khaled, Houari Dauphin, Reda Taliani, Cheb Abdou, Chaba Kheira, Chaba Sihem, Abdou Driassa, Houari Benchenet, Cheb Hassen, Mohamed Lamine, Hakim Salhi, Chaba Zahouania, Nadia Benyoucef, Djalti, Cheb Hmida, Cheb Yazid, Cheb Abbes, Fella Ababsa, Nacerdine Hora, Chaba Yamina,Rabah Asma, Reda Sika, Les Nubians, groupe Dzair, Castigroove, Joe Batoury, Cheb Redouane, Cheb Anouar, Mourad Djaaferi, Gana el Meghnaoui, Cheb el Hendi, Nadjib Gamoura, Naima Ababsa, Naima Dziriya, mohamed el amari, Mohamed Samir, Cheb Salim, Chaba Samira, Chaba Lamia, Cheb Reda, Cheb Khalass, Cheb Djelloul, Chaba Djenet, Azedine el Meghrabi, Yacine Dahmane, Cheb Toufik, Amine Dahane, et bien d'autres...

## A collaboré avec
Mourad Djaafari, Djezma, Cheikh Sidi Bémol, Djmawi Africa, Triana D'alger, Othmane Bali, Karim Ziad, Nguyên Lê, Mohammed El Yazid, Nour Eddine Saoudi, Djamel Allam, Harmonica, Vaga Hh, Kalybre, Bam, Philip Catherine, Zerda, Azzedine El Maghrabi, Zakia Kara Terki,  Joe Batoury, Maalem Benaissa, Abderrahmane Djalti, Azenzar, Maksen, groupe dzair, Castigroove, Joe Batoury, Mourad Zimu, Rezki Grim, Hakim Salhi, Meya, Reda Sika, M'hamed Yacine, Toufik Aoun, Gaada Diwan De Bechar, El Ferda, Amine Dahane.

## Discographie

### Aminoss feat. M.Mazouni
- Ouine - soho inside - 2008

### Compositeur film
2012 LA PLACE

### Compilations
- Maghreb - Belda Diffusion - 2006
- Bled Stock - El Kolektor - Belda Diffusion - 2005

### Contributions diverses
- Yacine Dahmane - Salam (Falsa Nota) - Belda Diffusion - 2006
- Mohamed Alouat (Mimid) - Détente vol. 1 à 5 - Dounia - 2001 à 2007